# NGC 4033
NGC 4033 est une galaxie elliptique située dans la constellation du Corbeau. NGC 4033 a été découverte par l'astronome germano-britannique William Herschel en 1785.

## Caractéristiques
Sa vitesse par rapport au fond diffus cosmologique est de 1 974 ± 32 km/s, ce qui correspond à une distance de Hubble de 29,1 ± 2,1 Mpc (∼94,9 millions d'al).
À ce jour, 16 mesures non basées sur le décalage vers le rouge (redshift) donnent une distance de 22,606 ± 5,322 Mpc (∼73,7 millions d'al), ce qui est à l'intérieur des valeurs de la distance de Hubble. Notons cependant que c'est avec la valeur moyenne des mesures indépendantes, lorsqu'elles existent, que la base de données NASA/IPAC calcule le diamètre d'une galaxie et qu'en conséquence le diamètre de NGC 4033 pourrait être d'environ 28,2 kpc (∼92 000 al) si on utilisait la distance de Hubble pour le calculer.

## Groupe de NGC 4038
Selon A.M. Garcia, la galaxie NGC 4033 fait partie d'un groupe de galaxies qui compte au moins 27 membres, le groupe de NGC 4038. Les autres membres du New General Catalogue du groupe sont NGC 3955, NGC 3956, NGC 3957, NGC 3981, NGC 4024, NGC 4027, NGC 4035, les galaxies des Antennes (NGC 4038 et NGC 4039) ainsi que NGC 4050.
Le groupe de NGC 4038 fait partie du superamas de la Vierge aussi appelé le Superamas local,.